# Karl Eirik Schjøtt-Pedersen

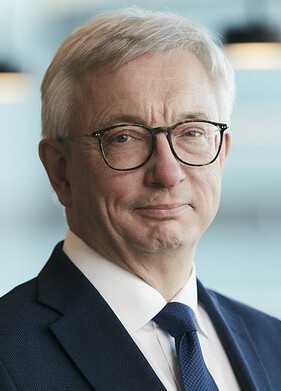
Karl Eirik Schjøtt-Pedersen, 2022

Karl Eirik Schjøtt-Pedersen (* 3. Oktober 1959 in Vardø) ist ein norwegischer Politiker der sozialdemokratischen Arbeiderpartiet (Ap). Er war von Oktober 1996 bis Oktober 1997 der Fischereiminister und von März 2000 bis Oktober 2001 der Finanzminister seines Landes. Zwischen Oktober 2009 und Oktober 2013 fungierte er als Stabschef in der Staatskanzlei, danach war er bis Oktober 2013 Minister in der Staatskanzlei. Er war von 1985 bis 2009 Abgeordneter im Storting.

## Leben
Schjøtt-Pedersen beendete 1978 seine Zeit an der weiterführenden Schule. Im Jahr 1985 schloss er ein Studium der Staatswissenschaften, der Volkswirtschaftslehre und des öffentlichen Rechts an der Universität Oslo ab. Während seines Studiums war er auch politisch engagiert. So saß er von 1979 bis 1985 im Kommunalparlament seiner nordnorwegischen Heimatgemeinde Vardø. In der Zeit zwischen 1985 und 1989 gehörte er dem Vorstand der Arbeidernes Ungdomsfylking (AUF) an.

### Stortingsabgeordneter
Bei der Parlamentswahl 1985 zog Schjøtt-Pedersen erstmals in das norwegische Nationalparlament Storting ein. Dort vertrat er den Wahlkreis Finnmark und wurde zunächst Mitglied im Kommunal- und Umweltschutzausschuss. Nach der Wahl 1989 wechselte er in den Finanzausschuss. Im November 1990 übernahm Schjøtt-Pedersen dort den stellvertretenden Vorsitz. Im Anschluss an die Stortingswahl 1993 verblieb er im Finanzausschuss, wo er nun bis Oktober 1996 als Vorsitzender fungierte. Zwischen November 1990 und Oktober 1996 gehörte er außerdem dem Fraktionsvorstand der Arbeiderpartiet-Gruppierung an.

### Fischerei- und Finanzminister
Schjøtt-Pedersen wurde am 25. Oktober 1996 zum Fischereiminister in der neu gebildeten Regierung Jagland ernannt. Er übte das Amt bis zum Abtritt der Regierung am 17. Oktober 1997 aus. Nach seiner Amtszeit, während der er sein Mandat ruhen lassen hatte müssen, kehrte er ins Storting zurück. Dort wurde er nach der Parlamentswahl 1997 stellvertretender Vorsitzender des Verkehrsausschusses. Als solcher war er bis März 2000 tätig. Während dieser Zeit gehörte er auch dem Arbeiderpartiet-Fraktionsvorstand an.
In der am 17. März 2000 gebildeten Regierung Stoltenberg I wurde Schjøtt-Pedersen zum Finanzminister ernannt. Den Posten behielt er bis zum Abtritt der Regierung am 19. Oktober 2001. Daraufhin kehrte er erneut ins Parlament zurück, wo er nach der Wahl 2001 einfaches Mitglied im Kommunalausschuss und Teil des Fraktionsvorstands wurde. Bei Stortingswahl 2005 zog Schjøtt-Pedersen zum letzten Mal in das Parlament ein. Er übernahm nach der Wahl wie bereits in den 1990er-Jahren den Vorsitz des Finanzausschusses und wurde zudem stellvertretender Fraktionsvorsitzender. Beide Positionen hatte er bis Dezember 2006 inne.

### Stabschef und Minister in der Staatskanzlei
Am 1. Dezember 2006 erfolgte Schjøtt-Pedersens Ernennung zum Stabschef und damit auch zum Staatssekretär in der Staatskanzlei, dem Statsministerens kontor. Dort war er unter Statsminister Jens Stoltenberg in der Regierung Stoltenberg II tätig. Am 20. Oktober 2009 erhielt er nach einer Regierungsumbildung einen Ministerposten in der Staatskanzlei. Sein Posten trug im Norwegischen den Titel Statsråd ved Statsministerens kontor (deutsch Minister im Statsministerens kontor) und war neu geschaffen worden. Als Minister hatte Schjøtt-Pedersen weiterhin die Verantwortung als Stabschef in der Staatskanzlei. Seine Amtszeit endete mit dem Abritt der Regierung Stoltenberg II am 16. Oktober 2013.
Zwischen 2014 und 2018 fungierte er als stellvertretender Leiter des norwegischen Rechnungshofs Riksrevisjonen. Im Jahr 2015 wurde er der CEO des Arbeitgeberverbands Norsk olje og gass, der für die Interessen der norwegischen Ölwirtschaft eintritt. Er blieb bis 2020 in dieser Position. Zu Beginn des Jahres 2022 übernahm er die Position als Präsident des Norwegischen Rechnungshofes (Riksrevisjonen) von Per-Kristian Foss.